# Theodor Fontane
Heinrich Theodor Fontane, nemški pisatelj, * 30. december 1819, Neuruppin, Nemčija, † 20. september 1898, Berlin. 
Fontane velja za  najpomembnejšega nemškega predstavnika poetičnega realizma.

## Življenjepis
Heinrich Theodor Fontane se je rodil 30. decembra 1819 v Neuruppinu kot sin lekarnarja Louisa Henryja Fontaneja (*30. marec 1796).
Njegov stari oče Pierre Barthélemy Fontane je bil slikar in učitelj glasbe, kasneje sekretar kabineta pruske kraljice Luise. Theodor Fontane je do sedmega leta starosti živel v Neuruppinu. Njegov oče je zaradi igralniških dolgov izgubil lekarno v centru mesta. Po njihovem odplačilu je kupil manjšo lekarno v Swinemündu, zato je družina zapustila brandenburški Neuruppin.
Od leta 1832 do 1833 je Fontane obiskoval gimnazijo Friedricha Wilhelma v Neuruppinu, takoj nato je vstopil v obrtno šolo Karla Friedricha Klödna v Berlinu. Leta 1834 se je preselil k polbratu svojega očeta, stricu Augustu, kjer je leta 1835 prvič srečal  svojo bodočo ženo Emilio Rouanet-Kummer.
Leta 1836 je prekinil šolanje na obrtni šoli in nadaljeval z izobraževanjem za lekarnarja. Svojo prvo novelo Bratska ljubezen (Geschwisterliebe) je objavil leta 1839.
Decembra 1839 je Fontane zaključil šolanje, jeseni naslednjega leta pa sprejel službo pomočnika lekarnarja v Burgu (pri Magdeburgu). Takrat so nastale njegove prve pesmi.
Leta 1841 je Fontane zbolel za tifusom in je po bolezni okreval na domu svojih staršev v Letschinu. Nato je delal kot pomočnik lekarnarja najprej v Leipzigu in nato v Dresdnu, nazadnje pa v lekarni svojega očeta v Letschinu.
Leta 1843 ga je Bernhard von Lepel povabil v literarno društvo Tunnel über der Spree (Tunel nad reko Spree), katerega član je bil od leta 1844 do 1865. V tem društvu se je Fontane srečal s pomembnimi osebami in poznanstvo z njimi je vplivalo na njegovo življenjsko pot. Aprila 1844 je prostovoljno nastopil vojaško službo. Med služenjem vojaščine ga je sošolec Hermann Scherz povabil na 14-dnevno potovanje po Angliji. 
8. decembra 1845 se je zaročil z Emilio Rouanet–Kummer, marca leta 1847 pa je opravil strokovni izpit za lekarnarja. V naslednjem letu se je boril kot revolucionar v tako imenovanih bojih na barikadah. V tem času je objavil štiri radikalne tekste v strankarskem glasilu Nemških demokratov.
30. septembra 1849 se je odločil popolnoma opustiti delo lekarnarja in se preživljati kot svoboden pisatelj. Najprej so nastali teksti s politično vsebino, ki so bili objavljeni v radikalno-demokratičnem časopisu Dresdner Zeitung. V tem letu je objavil tudi svojo prvo knjigo Moški in junaki. Osem pruskih pesmi (Männer und Helden. Acht Preußenlieder). Leta 1850 sta se z Emilio Rouanet-Kummer poročila in skupaj preselila v stanovanje v Berlinu. Na začetku skupnega bivanja sta imela finančne težave, saj Fontane ni našel službe. Leto kasneje je našel delo pri cetralnem uradu za medije. Službene poti so ga večkrat vodile v Anglijo, kjer je od leta 1855 do 1859 tudi živel. V tem času je bil prvi dopisnik, ki je širši krog ljudi v Nemčiji seznanjal s kulturo prerafaelitov (predstavniki simbolistične umetnostne smeri v angleškem slikarstvu). 

Ob zamenjavi vlade v Prusiji, ki je obetala liberalizacijo, je prenehal z delom dopisnika in se vrnil domov. Vendar doma ni našel službe, zato se je posvetil pisanju potopisne literature, ki je v sredini 19. stoletja doživela pravi razcvet, saj so si lahko potovanja privoščili le izbranci. Tako so postali članki in knjige o potovanjih po orientalskih deželah, Evropi in drugih območjih ter s tem povezane pustolovščine in nevarnosti zelo priljubljeni. V časopisu Kreuzzeitung so izšli prvi Fontanejevi članki o njegovem rojstnem kraju Neuruppin. Iz zgodovinsko in fikcionalno obarvanih potopisov je leta 1861 nastala knjiga z naslovom Grofija Ruppin (Grafschaft Ruppin), ki je že leto kasneje izšla v drugi izdaji z glavnim naslovom Wanderungen durch die Mark Brandenburg (Popotovanja po Brandenburgu). Nekaj let pred smrtjo je predelal prvi zvezek iz te knjige, ki je doživel pet izdaj. K delu Popotovanja po Brandenburgu spadajo še trije zvezki, ter delo Konvolut, ki je izšlo po smrti Fontaneja. Delo Popotovanja po Brandenburgu tvori osnovo za kasnejše epsko ustvarjanje Theodorja Fontaneja. 
V zakonu z življenjsko sopotnico Emilio Rouanet–Kummer se jima je rodilo sedem otrok, od tega šest sinov in ena hči. Prvi sin je umrl v Lichterfeldu zaradi posledic razlitja slepiča. Naslednji trije sinovi so umrli kmalu po rojstvu, šesta novorojenka pa je bila edina deklica z imenom Martha, ki so jo klicali Mete. Leta 1864, ko se jima je rodil zadnji sin Friedrich, je Fontane odpotoval v Kopenhagen, kjer je pisal o nemško-danski vojni. 
Od leta 1870 je bil dejaven kot gledališki kritik, vendar si je še istega leta vzel odmor, da si je v nemško-francoski vojni ogledal prizorišče vojne v Parizu. V Franciji je bil aretiran zaradi napačnega suma, da je vohun, vendar je bil po posredovanju Bismarcka kmalu izpuščen. 
Med letoma 1874 in 1876 sta šla z ženo na potovanje v Avstrijo, Italijo in Švico.
Po potovanju se je odločil prenehati s pisanjem za časopis, saj si je želel ponovno živeti kot svobodni pisatelj. Dokler ni hudo zbolel, je napisal nešteto tekstov. Zdravnik mu je priporočil, naj zapiše svoje spomine na otroštvo, da preusmeri svoje misli od bolezni. Fontane je upošteval njegov nasvet in si je s pisanjem tako opomogel, da je lahko dokončal dela Effi Briest; slo. 1974 in še dva druga romana ter avtobiografski spis Od dvajsetice do tridesetice ( Von Zwanzig bis Dreißig).
Theodor Fontane je umrl 20. septembra 1898 v Berlinu.

## O delu
Fontane je viden zastopnik poetičnega realizma v Nemčiji. V njegovih romanih mu je uspelo zelo dobro karakterizirati osebe s tem, da je zelo natančno opisal njihovo pojavnost, okolje in predvsem način njihovega izražanja. 

## Dela
Theodor Fontane je pisal literarna dela, hkrati je bil dejaven tudi kot novinar (zlasti za časopis Kreuzzeitung), leta 1842 pa je prevedel tudi Shakespearovo delo Hamlet. Njegov repertoar zajema še drame, pesmi, biografije, vojne knjige, pisma, dnevnike, gledališke kritike, časopisne članke in programatske spise.
Večina najpomembnejših romanov je napisal šele po njegovem 60. letu starosti. V njegovih romanih in novelah prevladuje vsevedni pripovedovalec, vendar nastopi v dialogih med figurama tudi personalni pripovedovalec. 

## Romani, novele, pripovedi in ostala proza
- Potovanja po Angliji in Škotski ( Wanderungen durch England und Schottland; 1844 -59);  troje potovanj in postankov v Angliji
- Onstran Tweeda ( Jenseit des Tweed; 1860);  potopis iz Škotske
- Wanderungen durch die Mark Brandenburg (Popotovanja po Brandenburgu); (1862 -88):
- 1. zvezek: Grofija Ruppin (Die Grafschaft Ruppin)
- 2. zvezek: Oderland
- 3. zvezek: Havelland
- 4. zvezek: Spreeland
- 5. zvezek: Pet gradov (Fünf Schlösser)
- Der Schleswig-Holsteinische Krieg im Jahre 1864 (1866)
- Vojna proti Franciji 1870 – 71 (Der Krieg gegen Frankreich 1870-71; 1873); poročilo o vojni, ki je izšlo v dveh delih
- Pred viharjem (Vor dem Sturm; 1878); zgodovinski roman
- L`Adultera (1882); novela
- Schach von Wuthenow (1883); zgodovinski roman
- Cécile (1887); roman
- Irrungen, Wirrungen (1888); roman
- Nenadomestljiv (Unwiederbringlich; 1891); roman
- Gospa Jenny Treibel ali »Ko srce sreča srce« (Frau Jenny Treibel oder »Wo sich Herz zum Herzen find`t« ;1892; slo. 1992); roman
- Moje otroštvo (Meine Kinderjahre; 1894); avtobiografija
- Effi Briest (Effi Briest 1894/95; sl. 1974); roman, ki je izšel v dveh delih; COBISS zapis
- Od dvajsetice do tridesetice (Von Zwanzig bis Dreißig; 1898); avtobiografija
- Matilda Möhring (1906); nedokončano, izšlo po smrti

## Balade in pesmi
Fontane je napisal več kot 250 pesmi, med njimi tudi balade in pregovore.
- Archibald Douglas (1854)
- Gorm Grymme (1864)
- Barbara Allen (1875 slo. 1994)
- Die Brück` am Tay (1880)
- John Maynard (1885)
- Herr von Ribbeck auf Ribbeck im Havelland (1889)
- Novoletna noč (Silvesternacht)
- Dve vrani (Die zwei Raben)